# Gelis semirufus
Gelis semirufus är en stekelart som först beskrevs av De Stefani 1884.  Gelis semirufus ingår i släktet Gelis och familjen brokparasitsteklar. Inga underarter finns listade i Catalogue of Life.